# 7e cérémonie des Visual Effects Society Awards
 (juin 2020).
Si vous disposez d'ouvrages ou d'articles de référence ou si vous connaissez des sites web de qualité traitant du thème abordé ici, merci de compléter l'article en donnant les références utiles à sa vérifiabilité et en les liant à la section « Notes et références ».
La 7e cérémonie des Visual Effects Society Awards (VES Awards), organisée par la Visual Effects Society, a eu lieu le 10 février 2009 et à récompenser les meilleurs effets visuels de l'année 2008

## Palmarès

### Meilleur effet visuel de l'année
- Indiana Jones et le Royaume du crâne de cristal (Indiana Jones and the Kingdom of the Crystal Skull) – séquence de la destruction de la vallée – Craig Hammack, Pablo Helman, Stephanie Hornish et Jeff White

### Meilleur effets visuels dans un film en prise de vues réelles
- L'Étrange Histoire de Benjamin Button
  - Cloverfield
  - Hellboy 2
  - Iron Man

### Meilleurs effets visuels secondaires dans un long métrage
- L'Échange
  - L'Île de Nim
  - L'Œil du mal (Eagle Eye) – Jim Berney, Crys Forsyth-Smith, Jim Rygiel et David Alexander Smith
  - Synecdoche, New York
  - Walkyrie

### Meilleur effet visuel dans tout type de médium
- L'Étrange Histoire de Benjamin Button pour le vieillissement de Benjamin Button
  - Cloverfield pour la destruction de la statue de la Liberté et de la tour Woolworth
  - Le Jour où la Terre s'arrêta pour la renaissance de Klaatu
  - Indiana Jones et le Royaume du crâne de cristal pour la destruction de la vallée
  - Iron Man

### Meilleurs effets visuels dans un film axé sur les effets
- Le Monde de Narnia : Le Prince Caspian (The Chronicles of Narnia: Prince Caspian) – Greg Butler, Andrew Fowler, Wendy Rogers et Dean Wright

### Meilleure animation dans un film d'animation
- Wall-E
  - Volt, star malgré lui
  - Kung Fu Panda
  - Roadside Romeo
  - Valse avec Bachir

### Meilleur personnage animé dans un film live
- L'Étrange Histoire de Benjamin Button pour Benjamin Button
  - Hellboy 2 pour l'élémentaire de la forêt
  - Iron Man
  - Les Chroniques de Spiderwick pour Tête-de-Lard

### Meilleur personnage animé dans un film d'animation
- Wall-E pour Wall-E et Eve
  - Volt, star malgré lui pour Volt
  - Volt, star malgré lui pour Rhino
  - Kung Fu Panda pour Po

### Meilleurs effets dans un film d'animation
- Wall-E
  - Volt, star malgré lui
  - Madagascar 2

### Meilleurmatte paintingdans un long métrage
- L'Échange
  - Indiana Jones et le Royaume du crâne de cristal (Indiana Jones and the Kingdom of the Crystal Skull) – Richard Bluff, Yanick Dusseault, Yusei Uesugi et Barry Williams
  - Speed Racer
  - Synecdoche, New York

### Meilleur environnement fictif dans un long métrage
- The Dark Knight : Le Chevalier noir (The Dark Knight) pour Gotham City
  - Cloverfield pour la séquence du pont de Brooklyn
  - Indiana Jones et le Royaume du crâne de cristal (Indiana Jones and the Kingdom of the Crystal Skull) – pour la séquence dans le cœur du temple – Dave Fogler, Michael J. Halsted, Steve Walton et David Weitzberg
  - La Momie : La Tombe de l'empereur Dragon pour la séquence de l'avalanche
  - Synecdoche, New York pour les environnements généraux

### Meilleure modèle et maquette dans un long métrage
- The Dark Knight : Le Chevalier noir (The Dark Knight)
  - Indiana Jones et le Royaume du crâne de cristal (Beneath the Planet of the Apes) – Dave Fogler, Brian Gernand, Craig Hammack et Geoff Heron
  - Iron Man
  - My Darling of the Mountains

### Meilleurcompositingdans un long métrage
- L'Étrange Histoire de Benjamin Button
  - Le Monde de Narnia : Le Prince Caspian (The Chronicles of Narnia: Prince Caspian) – Asregadoo Arundi, Richard Baker, Mark Curtis et Stuart Lashley
  - Iron Man
  - Quantum of Solace

### Meilleur effets spéciaux dans un film
- The Dark Knight

### Meilleurs effets visuels dans une série TV
- BattleStar Galactica
  - Ghost Whisperer pour l'épisode "Esprit virtuel"
  - Terminator : Les Chroniques de Sarah Connor pour l'épisode "Sabotage"
  - Heroes pour l'épisode "Le Second avènement"

### Meilleurs effets visuels dans un programme TV
- Fringe pour l'épisode pilote
  - Jericho pour l'épisode "À découvert"
  - Life pour l'épisode "L'Homme de glace"
  - Pushing Daisies pour l'épisode "La Légende de Merle McQuoddy"

### Meilleurs effets visuels dans une mini-série, un téléfilm ou un épisode spécial
- John Adams pour l'épisode "S'unir ou périr"
  - Cyber Noël
  - Generation Kill pour l'épisode "Le Berceau de l'humanité"
  - Knight Rider

### Meilleurs effets visuels dans une publicité
- Bacardi pour "Sundance"
  - Coca-cola pour "It's Mine"
  - FedEx pour "Pigeon"
  - Monster pour "Stork"

### Meilleure environnement fictif dans un programme TV, un clip vidéo ou une publicité
- John Adams pour l'épisode "S'unir ou périr" avec le décor de Boston
  - Audi pour "Living Room"
  - Heroes pour le décor de Tokyo
  - Wrigley's pour "Fruit Shredder"

### Meilleure matte painting dans une publicité, un clip ou un programme TV
- Doctor Who pour l'épisode "Bibliothèque des ombres, 1re partie"
  - Generation Kill pour l'épisode "Le Berceau de l'humanité"
  - Merlin pour l'épisode "L’Épidémie"

### Meilleur modèle et maquette dans une publicité, un clip ou un programme TV
- New Balance pour "Anthem"

### Meilleur compositing dans une publicité, un clip ou un programme TV
- John Adams pour l'épisode "S'unir ou périr" avec le décor de Boston
  - Coca-cola pour "It's Mine"
  - FedEx pour "Pigeon"
  - Time Sculpture

### Meilleurs visuels en temps réel dans un jeu vidéo
- Crysis Warhead
  - Dead Space
  - Need for Speed : Undercover

### Meilleures cinématiques dans un jeu vidéo
- World of Warcraft : Wrath of the Lich King
  - Command & Conquer 3 : Alerte rouge 3
  - Need for Speed : Undercover

### Meilleurs effets visuels dans un projet physique spécial
- U2 3D
  - Grand Canyon Adventure: River at Risk

### Meilleurs effets visuels dans un projet étudiant
- Plastic
  - Hangar Number Five
  - La Main Des Maitres

## Spécials

### Lifetime Achievement Award
- Kathleen Kennedy et Frank Marshall

### George Melies Award for Pioneering
- Phil Tippett